# Pancratium zeylanicum
Pancratium zeylanicum là một loài thực vật có hoa trong họ Amaryllidaceae. Loài này được L. mô tả khoa học đầu tiên năm 1753.

## Hình ảnh

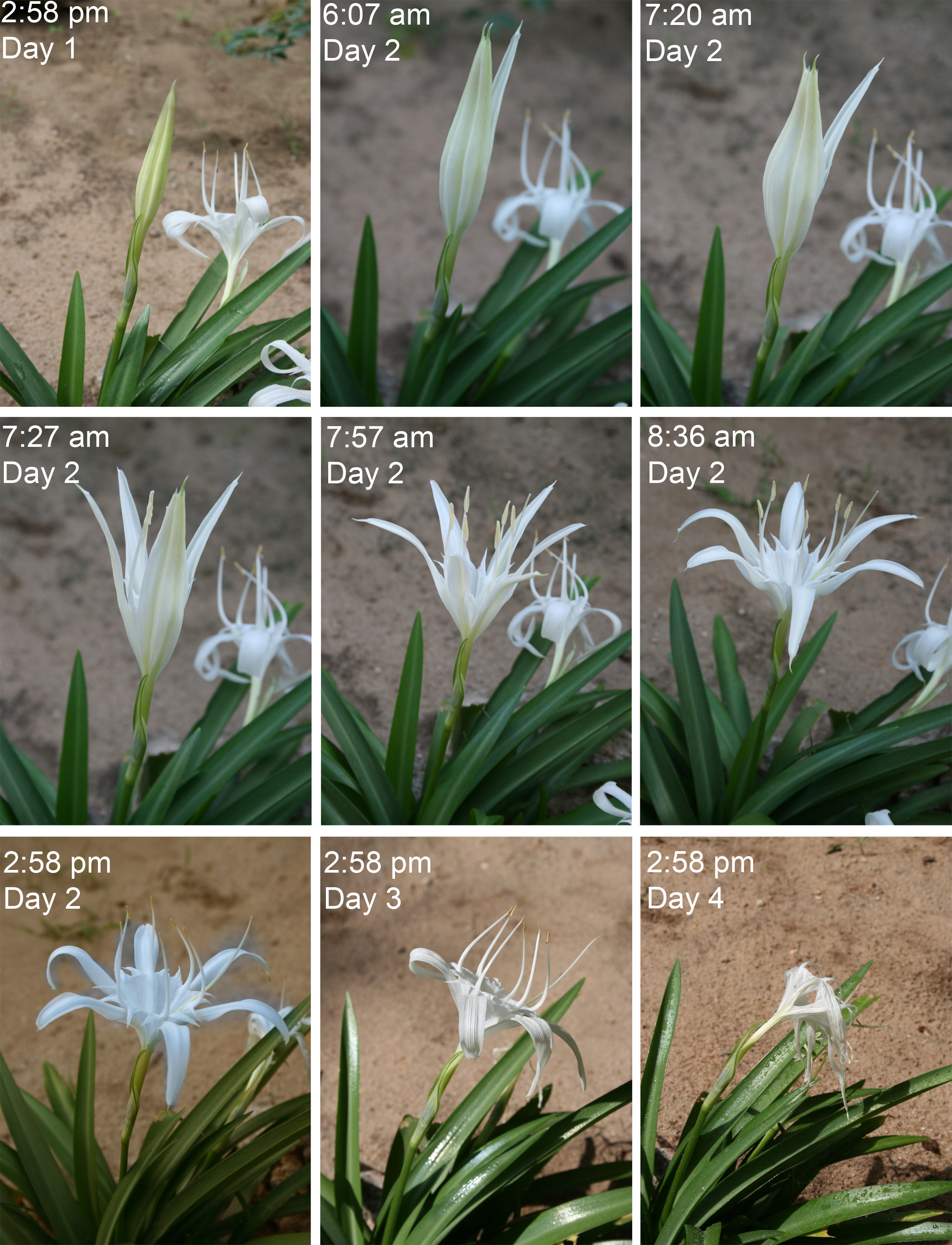
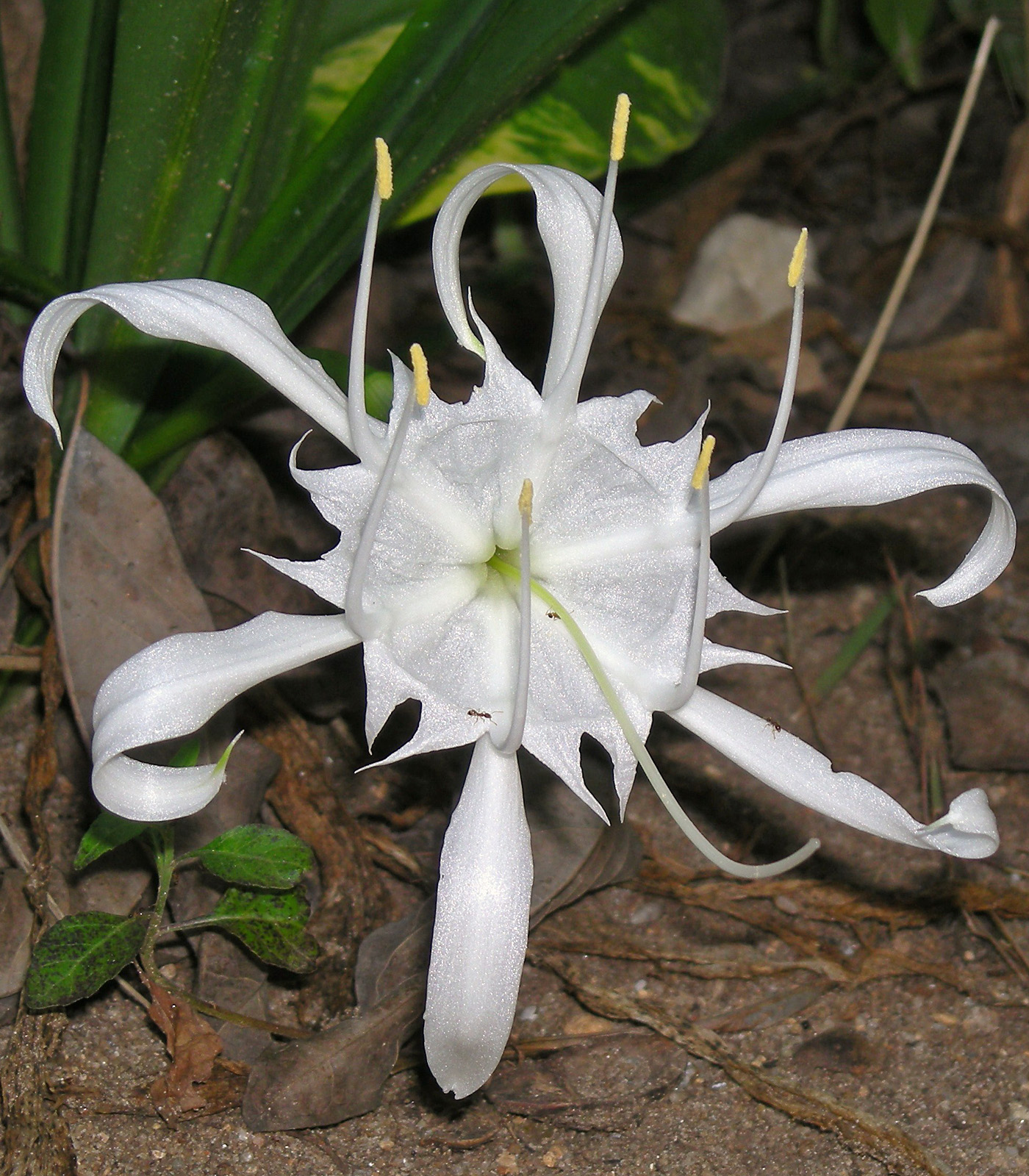
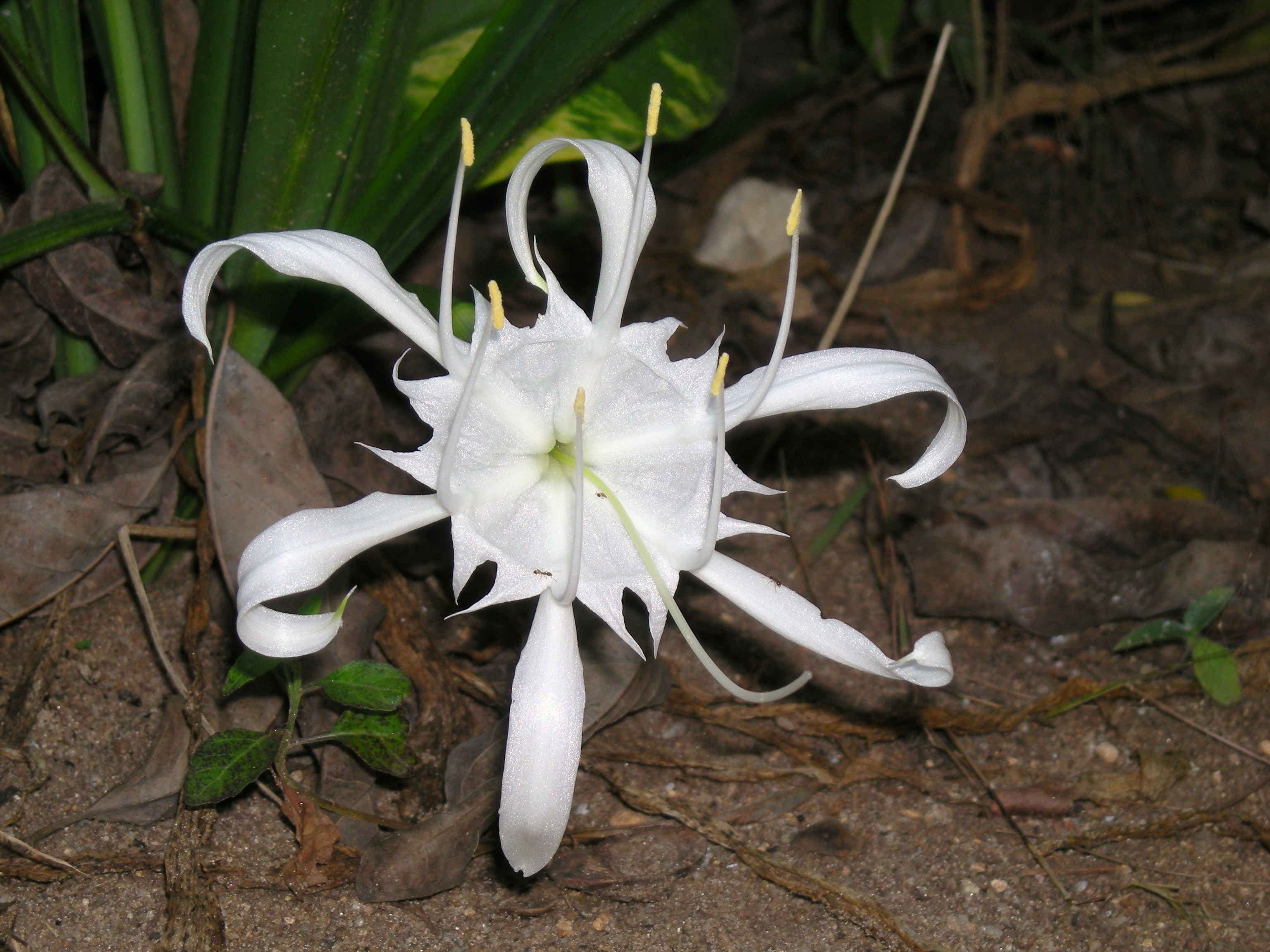
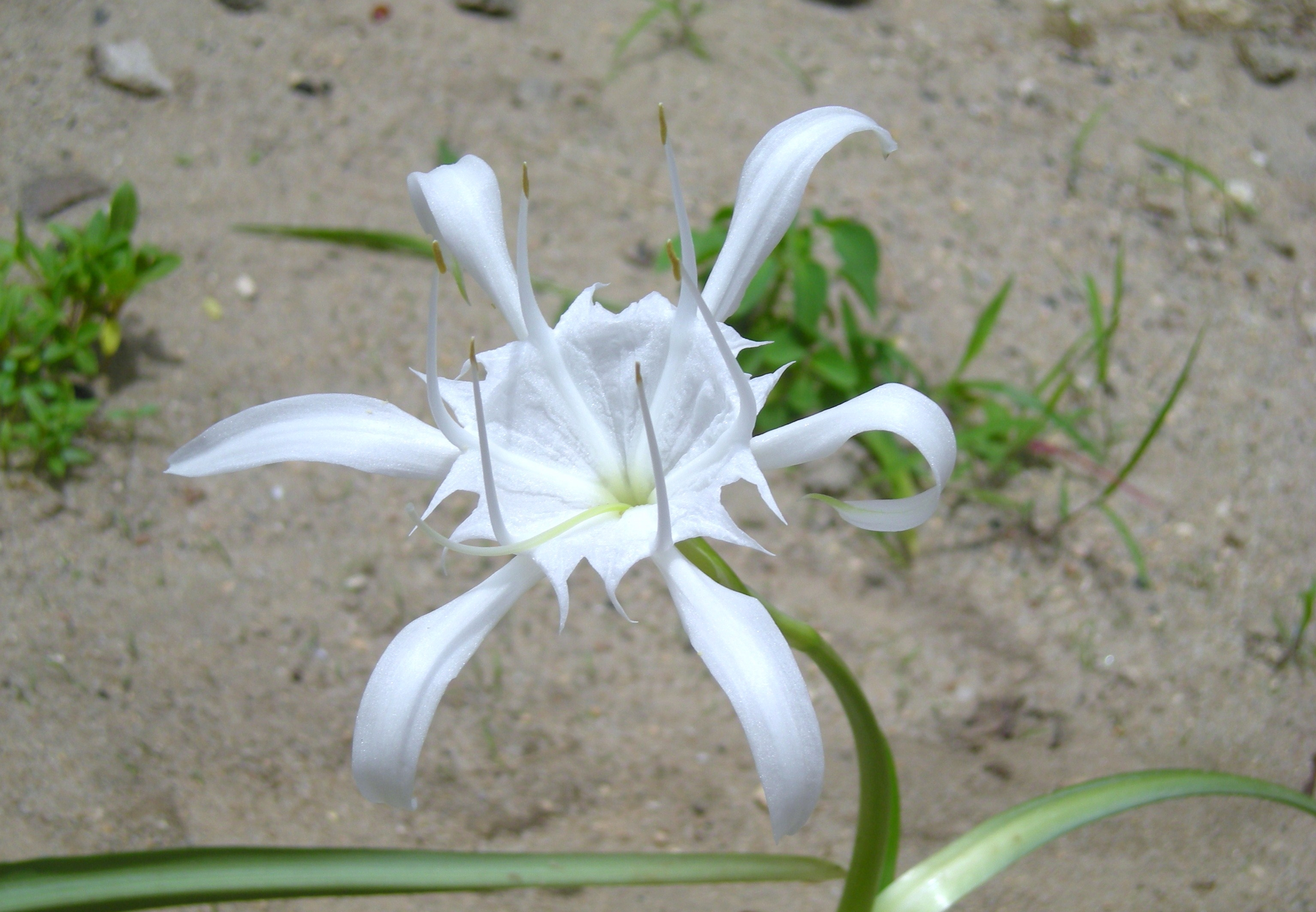